# Cuiabá (rzeka)
Cuiabá – rzeka w Ameryce Południowej we południowo-zachodniej Brazylii. Liczy 800 km długości. Rzeka wypływa z płaskowyżu Mato Grosso, a uchodzi do rzeki Paragwaj.